# Llista de les aeronaus més grosses

Una comparació de les mides dels quatre avions més grossos.

Això és una llista de les aeronaus més grosses.
L'Agència Europea de Seguretat Aèria (EASA) defineix un avió gros com "un avió amb una massa màxima d'enlairament de més de 5.700 quilograms o un helicòpter multimotor."
La Federal Aviation Administration dels EUA defineix una aeronau de grans dimensions com qualsevol aeronau amb un certificat de pes màxim d'enlairament de més de 5,7 tones.

## Ala fixa

### Civil
| Aeronau                  | Primer vol                | Nota |
| ------------------------ | ------------------------- | --- |
| Antonov An-225 Mriya     | 21 desembre 1988          | Generalment reconegut com l'avió més gros del món, l'Antonov An-225 és l'avió més pesant del món de tots els temps (pes màxim d'enlairament superior a les 640 tones) i l'aeronau més pesant que l'aire més gros (en longitud i envergadura) que ha entrat en servei operacional. |
| Airbus A380-800          | 27 abril 2005             | L'avió de passatgers més gros mai fet. |
| Airbus A340-600          | 23 abril 2001             | L'A340-600 ha estat en producció des de l'any 2001, amb una longitud de 75,30m, l'avió comercial més llarg, fins que va ser sobrepassat pel Boeing 747-8. |
| Antonov An-124           | 26 desembre 1982          | Era l'avió de producció massiva més gros al món fins que va ser produït l'Airbus A380. És l'avió militar més gros del món actualment en servei. |
| Antonov An-22            | 27 febrer 1965            | L'avió amb turbohèlix més gros del món. |
| Boeing 747-8             | 8 febrer 2010 (variant F) | Versió allargada del 747 amb una major envergadura. L'avió de passatgers més llarg del món amb 76,4 m (0,9 m més llarg que l'Airbus A340) |
| Boeing 747               | 9 febrer 1969             | L'avió de passatgers de més alta capacitat fins que va ser sobrepassat per l'Airbus A380. |
| Boeing 747 "Dreamlifter" | 9 setembre 2006           | 747 amb fuselatge ampliat per transportar parts del Boeing 787 Dreamliner (1.800 metres cúbics) |
| Tupolev Maxsim Gorki     | 19 maig 1934              | Físicament l'avió més gros i més pesant basat en terra de la dècada de 1930 (63 metres d'envergadura, 53 tones MTOW), es requerien vuit motors de 900 hp Mikulin V12 per volar |
| Dornier Do X             | 12 juliol 1929            | L'hidroavió més gros amb èxit i l'aeronau més pesant del món entre 1929 i 1942 fins que va volar per primer cop el Boeing B-29 Superfortress. |
| Antonov An-2             | 31 agost 1947             | El major biplà monomotor fabricat en sèrie. |

### Militar
| Aeronau                       | Primer vol         | Nota |
| ----------------------------- | ------------------ | --- |
| Blohm & Voss BV 238           | 11 març 1944       | Hidroavió molt gros. L'avió més gros del món des de 1944 fins al 1945, quan va ser destruït l'únic exemplar. El més pesant Convair B-36 va volar per primer cop al 1947. L'avió més pesant construït durant la Segona Guerra Mundial, i l'avió més gros produït per qualsevol de les potències de l'Eix en la Segona Guerra Mundial. |
| Douglas XB-19                 | 27 juny 1941       | Aquest avió experimental va ser el major bombarder nord-americà fins al 1946, quan va volar el Northrop YB-35. |
| Boeing B-29 Superfortress     | 21 setembre 1942   | L'avió més gros del món des de 1942 fins al 1943 quan l'encara més pesant Junkers Ju-390 va volar per primer cop. Va ser un dels bombarders més grossos utilitzats durant la Segona Guerra Mundial. |
| Convair B-36 Peacemaker       | 8 agost 1946       | L'avió més gros del món des de 1946 fins al 1947 quan l'encara més pesant Hughes H-4 Hercules va volar per primer cop. El primer bombarder estratègic intercontinental, compta amb l'envergadura més llarga per a un avió de combat                                                                                                  |
| Convair XC-99                 | 23 novembre1947    | Desenvolupat a partir del B-36, només era un prototip que va ser el major avió amb motor de pistons de transport terrestre mai construït. |
| Kawanishi H8K                 | Gener del 1941     | L'avió més gros produït pel Japó per la Segona Guerra Mundial a qualsevol quantitat (167 construïts) |
| Linke-Hofmann R.II            | 1919               | El major avió en volar amb una sola hèlix, utilitzà l'hèlix d'avió més gros mai fabricada. |
| Lockheed C-5 Galaxy           | 30 juny 1968       | El major avió de transport estratègic de la USAF i un dels avions militars més grossos del món |
| Martin JRM Mars               | 1941               | L'hidroavió més gros en entrar en producció (7 construïts) |
| Messerschmitt Me 323 "Gigant" | 1941               | El major avió de càrrega en terra durant la Segona Guerra Mundial |
| Myasishchev VM-T              | 1981               | Derivat de la M-4 com avió de càrrega no estàndard |
| Tupolev Tu-160                | 18 desembre 1981   | L'avió de combat més pesant; l'avió supersònic i l'avió de geometria variable més gran mai construït |
| Zeppelin-Staaken R.VI         | Al voltant de 1916 | L'avió més gros en veure el servei regular d'esquadra (el 1917) en la Primera Guerra Mundial |

### Experimentals i prototips
| Aeronau                       | Primer vol       | Nota |
| ----------------------------- | ---------------- | --- |
| Bristol Brabazon              | 4 setembre 1949  | Un avió de passatgers de luxe gegant en què cada passatger se li va donar l'espai d'un cotxe petit. No va ser un èxit comercial i només va volar el prototip. |
| Dassault Balzac               | 18 octubre 1962  | Un jet experimental VTOL. MTOW 29,630 lb. |
| Douglas X-3 Stiletto          | 15 octubre 1952  | Avió d'investigació supersònica. Pes brut de 22,100 lb. |
| Ekranoplan KM                 | 16 octubre 1966  | L'ekranoplan tenia una envergadura de 37,6 m, una longitud - 92 m, el màxim pes d'enlairament - 544 tones. Fins l'An-225 va ser l'avió més gros del món. Un sol KM es va posar a prova al Mar Caspi durant 15 anys fins al 1980. Al 1980, un error del pilot va causar un accident sense víctimes humanes. El vehicle era massa pesant per ser recuperat del seu derelicte aquós. |
| Hughes H-4 Hercules           | 2 novembre 1947  | L'avió més gros del món des de 1947 fins al 1952 quan l'encara més pesant Boeing B-52 Stratofortress va volar per primer cop. L'hidroavió més gros del món, i amb major envergadura que qualsevol altra aeronau. Només es va construir un sol exemplar i es va portar a terme només una prova de vol curt. Comunament conegut com el "Spruce Goose".                              |
| Junkers Ju 390                | 20 octubre 1943  | L'avió més gros del món des de 1943 fins al 1944 quan l'encara més pesant Blohm & Voss BV 238 va volar per primer cop. Va ser seleccionat i desenvolupat per la proposta de Junkers pel contracte de disseny de l'Amerika Bomber. |
| North American XB-70 Valkyrie | 21 setembre 1964 | Prototip de bombarder estratègic Mach 3. Pes màxim d'enlairament de 246 tones. |

### Projectes
| Aeronau                        | Disseny o concepció                                                          | Nota |
| ------------------------------ | ---------------------------------------------------------------------------- | --- |
| Airbus A380-900                | Desenvolupament en 2006                                                      | Al 2006 es va anunciar un derivat de l'Airbus A380-800. L'avió de passatgers de més capacitat del món de la història. Al maig de 2010, Airbus va anunciar que el desenvolupament de l'A380-900 s'ajorna, fins que la producció de l'A380-800 sigui estabilitzat. |
| Beriev Be-2500                 | Proposta de la dècada de 1980                                                | Seria l'avió més gros, si hagués fos construït; el desenvolupament es va iniciar en la dècada de 1980 |
| Boeing New Large Airplane      | Proposta de la dècada de 1990                                                | Planejat com un reemplaçament per al 747, per a ser accionat pels mateixos motors utilitzats en el 777. Projecte cancel·lat en la dècada de 1990 a causa de la manca d'interès de la indústria i les aerolínies per a avions de grans dimensions. |
| Boeing Pelican                 | Proposta de la dècada de 1990                                                | Concepte només per al transport d'efecte sòl |
| Boeing 2707 SST                | Disseny de la dècada de 1960. Es va construir una maqueta però cap prototip. | Planejat com una resposta al Concorde anglofrancès com a transport supersònic (SST). Amb 93 m de llarg hauria estat un dels avions més llargs. Els problemes amb el pes del mecanisme de geometria variable i l'escalfament per fricció de l'aire en el vol de Mach 3 van provocar un redisseny dràstic, pel qual l'interès de les aerolínies en SST va anar disminuint a causa de les preocupacions ambientals. També hi va haver oposició política al finançament de la indústria privada. El Congrés dels EUA va retallar els fons del govern al 1971 i va començar les ordres de cancel·lació per part de les aerolínies. |
| McDonnell Douglas MD-12        | Proposta de la dècada de 1990                                                | Proposta d'avió de passatgers dissenyat per competir amb l'A380 i el 747, projecte cancel·lat en la dècada de 1990 |
| Sukhoi KR-860                  | Proposta de la dècada de 1990                                                | KR-860 (Kryl'ya Rossii o "Ales de Rússia") anomenat al principi com a SKD-717 és un avió de transport supergròs amb pesos al voltant de 650 tones (el pes de l'Antonov An-225 és de 600 tones), la càrrega útil de 300 tones (la càrrega útil de l'An-225 és de 250 tones) i 860-1000 passatgers, una proposta de dos pisos de fuselatge ample superjumbo de la companyia aeroespacial russa Sukhoi. |
| Scaled Composites Stratolaunch | Anunci del 13 desembre 2011                                                  | Aeronau d'ala fixa amb 117 m desenvolupat per Scaled Composites capaç de proporcionar capacitat de llançament aire-òrbita per Stratolaunch Systems |
| Conroy Virtus                  | 1974                                                                         | Proposta d'aeronau de 140 metres d'envergadura capaç de portar el transbordador espacial, o els coets, o el tanc principal per al trasllat |
| "Victory Bomber"               | 1940/41                                                                      | Proposta d'aeronau de 50 tones i 52 metres per Barnes Wallis capaç de portar una bomba terratrèmol (de disseny dedicat) de deu tones i deixar-lo anar des dels 14.000 m d'alçada en objectius estratègics a Alemanya. Rebutjat per la RAF a causa de la falta d'utilitat per a altres tipus de missions i poc probable que es completés abans del final de la guerra. |
| Skylon                         | actual                                                                       | Proposta d'avió espacial reutilitzable de 345 tones |

## Helicòpters i aeronaus d'ales giratòries

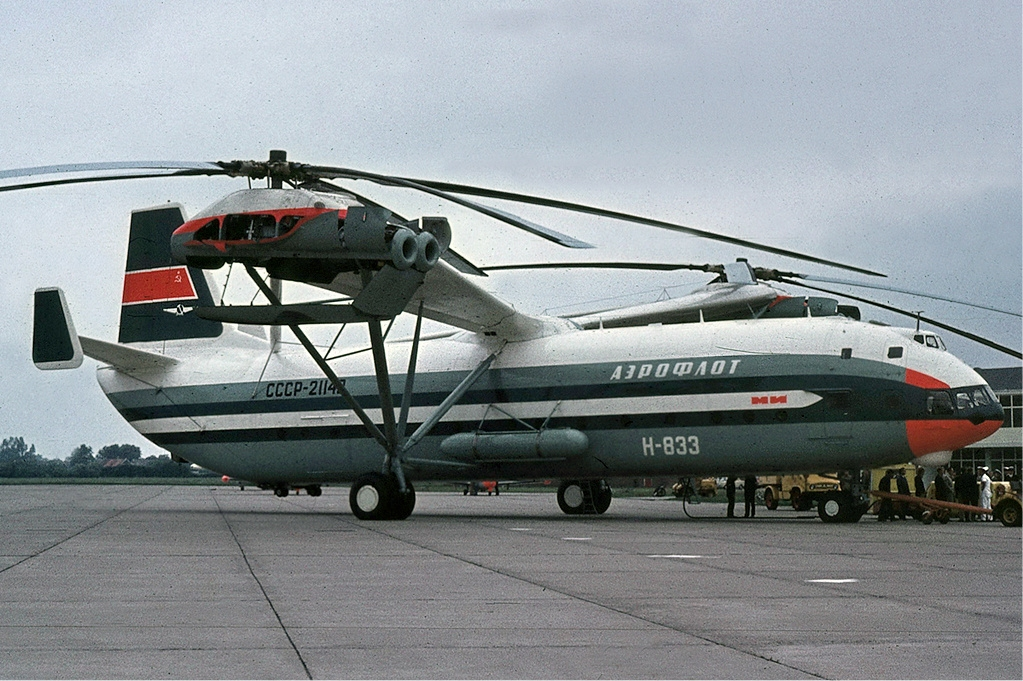
Aeroflot Mil V-12 a l'aeroport de Groningen al maig de 1971.

| Aeronau                        | Primer vol       | Nota                                                                                                   |
| ------------------------------ | ---------------- | --- |
| Mil Mi-26                      | 14 desembre 1977 | L'helicòpter més gros, potent i pesant (56 tones) mai produït.                                         |
| Hughes XH-17                   | 1952             | Prototip d'helicòpter de transport pesant amb el rotor més gran                                        |
| V-22 Osprey                    | 19 març 1989     | Un dels majors d'avions (27 tones) VTOL i el primer rotor basculant operatiu                           |
| Mil Mi-10                      | 15 juny 1960     | Heligrua pesant desenvolupat a partir del Mi-6, rotor de 114 peus, 43 tones MTOW                       |
| Mil V-12 o Mi-12               | 10 juliol 1968   | L'helicòpter més gros mai construït; no es va posar en producció. 2 rotors × 114 peus, 105 tones MTOW. |
| Sikorsky Sea King              |                  | Diverses variants. Typ. MTOW 20.500 lb.                                                                |
| Sikorsky CH-53E Super Stallion | 1981             | Amb 33 tones, l'helicòpter més gros en servei en les forces armades dels EUA                           |
| Fairey Rotodyne                | 1957             | L'autogir més gros, experiment a curta distància amb 40 passatgers                                     |

1. ↑  Per a dissenys que mai van volar s'utilitza al seu lloc l'any de disseny o concepció.

## Dirigibles

Dirigible de la classe Hindenburg comparat amb l'avió més gros d'ala fixa.

| Aeronau             | Primer vol       | Nota |
| ------------------- | ---------------- | --- |
| HM Airship R100     | 16 desembre 1929 | 220 m, 146.000 m³                                                                                             |
| HM Airship R101     | 14 octubre 1929  | 236 m, 156.000 m³                                                                                             |
| R102                | Planejat         | També conegut com a Project H, planejat amb 240.000 m³. Cancel·lat juntament amb la versió R103 de 270.000 m³ |
| USS Akron           | 8 agost 1931     | Dirigible de la marina de guerra dels Estats Units i el major dirigible amb heli. 239 m, 180.000 m³.          |
| USS Macon           | 23 juny 1933     | Dirigible germà del Akron                                                                                     |
| LZ 129 Hindenburg   | 4 març 1936      | 245 m, 200.000 m³, l'aeronau amb més volum mai construït, però només de 215T.                                 |
| LZ130 Graf Zeppelin | 14 setembre 1938 | Dirigible germà del LZ 129 Hindenburg                                                                         |

1. ↑  Per a dissenys que mai van volar s'utilitza al seu lloc l'any de disseny o concepció.